# فيليب جان
فيليب جان (بالإنجليزية: Philip Cahn)‏ هو مونتير أمريكي، ولد في 18 يونيو 1894 في نيويورك في الولايات المتحدة، وتوفي في 28 سبتمبر 1984 في ثاوزند أوكس في الولايات المتحدة.

## وصلات خارجية
- فيليب جان على موقع IMDb (الإنجليزية)
- فيليب جان على موقع ألو سيني (الفرنسية)
- فيليب جان على موقع قاعدة بيانات الأفلام السويدية (السويدية)
- فيليب جان على موقع قاعدة بيانات الفيلم (الإنجليزية)
- فيليب جان على موقع كينوبويسك (الروسية)